# André Neher
Pour les articles homonymes, voir Neher.
André Neher, né le 22 octobre 1914 à Obernai et mort le 23 octobre 1988 à Jérusalem, est un rabbin émérite, écrivain et philosophe français et israélien du XXe siècle, d'origine juive alsacienne.
Chef de file, avec Emmanuel Levinas et Léon Ashkenazi, de « l'école de pensée juive de Paris », il est l'un des principaux artisans du renouveau du judaïsme en France après la Shoah.

## Biographie
André (Asher Dov) Neher naît en 1914 à Obernai dans le Bas-Rhin, puis la famille déménage à Strasbourg redevenue française en 1918.
Son père est Albert Neher, né en 1879 à Langensoultzbach, Alsace, et mort le 18 janvier 1945 à Lyon. Sa mère est Rosette Neher (née Srauss), née en 1888 et morte en 1963 à Strasbourg.
Son frère aîné est Richard Neher, né à Obernai, Bas-Rhin en 1910 et mort le 8 avril 1981. Il a deux sœurs : Hélène Samuel (Neher), née le 14 janvier 1912 à Obernai et morte le 11 novembre 2005 à Jérusalem en Israël, et Suzanne Suzel Neher (Revel).
Albert Neher est un juif traditionaliste qui enseigne à ses fils la Torah. Durant la Seconde Guerre mondiale, Albert Neher écrit et illustre une Haggadah, pour chacune des quatre années.
L'éducation d'André Neher développe en lui l'amour de la France. Dès l'âge de 22 ans, il enseigne l'allemand au collège de Sarrebourg et continue en parallèle d'étudier le judaïsme notamment à la yechiva de Montreux, en Suisse.
Il est mobilisé en 1939 et après la débâcle rejoint sa famille réfugiée à Brive-la-Gaillarde où il reprend l'enseignement avant d'être nommé à Lanteuil. Il fait partie de la communauté de David Feuerwerker, alors rabbin de Brive et de toute la région. Le 2 décembre 1940, il est chassé de l'enseignement de par le statut des Juifs décrété par le gouvernement de Vichy. Il est sensible à l'indifférence de ses collègues enseignants à cette injustice. Ceci le conduit, après la guerre, à abandonner ses études de la littérature allemande pour se tourner vers le judaïsme et la littérature juive.
En 1946, il est ordonné rabbin afin de pouvoir soutenir une thèse de théologie, sur le prophète Amos, à l’université de Strasbourg en 1947.
Il épouse en 1947 Renée Bernheim (1922-2005), fille du médecin André Bernheim (1877-1963), avec laquelle il cosigne plusieurs ouvrages. Les Neher n'ont pas d'enfants et consacrent leur vie à l'enseignement, à la recherche, et à la publication de leurs travaux.
En 1954, le rabbin David Feuerwerker introduit l'hébreu comme langue vivante au baccalauréat français, et fait passer cette épreuve, à Paris. À Strasbourg, André Neher remplit les mêmes fonctions.
En 1955, il est nommé professeur de littérature juive à l'université de Strasbourg et obtient l'enseignement de l'hébreu comme langue vivante par l'université française.
En 1962, il publie avec son épouse L'Histoire biblique du peuple d'Israël, puis Le Puits de l'exil.
Après la guerre des Six Jours, il émigre en Israël, à Jérusalem. Cette émigration, par un intellectuel juif français de renom, est ressentie vivement en France comme en Israël ; elle constitue une réponse aux propos du général de Gaulle qualifiant le peuple juif de « peuple d'élite, sûr de lui-même et dominateur » lors de la conférence de presse du 27 novembre 1967. Il enseigne la pensée juive à l'université de Tel Aviv.
Il est enterré au cimetière juif du mont des Oliviers à Jérusalem.
Il a eu comme élèves Théo Dreyfus (1925-2007), Bernard Picard (1925-1998) et Beno Gross (1925-2015) et Richard Wertenschlag (1946-).

## Honneurs
- En 1993 a été créé sous l'égide du Fonds social juif unifié un centre de formation des maîtres et de cadres pour l'école juive portant son nom, qui devient depuis 2006 Institut André-et-Rina-Neher.
- Depuis 2013, le groupe local des EEIF de Cannes porte le nom de Cannes André Neher.

## Œuvres
- Transcendance et immanence (avec Richard Neher), 1946, Lyon, Yechouroun
- Amos : contribution à l'étude du prophétisme, 1950, éd. Vrin, 2000  (ISBN 2-7116-0588-4)
- L'essence du prophétisme, 1955, rééd., 1994, Calmann-Lévy,  (ISBN 9782702112847), (réédité sous le titre "Prophètes et prophéties")
- Moïse et la vocation juive, 1956, éd. du Seuil, « collections Microcosme Maîtres spirituels », 2004 (rééd. coll. « Points/Sagesses »)  (ISBN 2-02-063873-8)
- Notes sur Qohélet (L'Ecclésiaste), 1951, éd. de Minuit, 1999  (ISBN 2-7073-1488-9)
- Jérémie, 1960 ; 1998, éd. du Seuil, coll. « Points/Sagesses »  (ISBN 2020336111)
- Avec Renée Neher, Histoire biblique du peuple d'Israël, 1962 ; 2000, éd. Librairie d'Amérique et d'Orient, Jean Maisonneuve  (ISBN 2720010073)
- L'Existence juive, 1962, Éd. Seuil,  (ISBN 9782020024167),
- Le Puits de L'Exil, la théologie dialectique du Maharal de Prague, 1991, éd. du Cerf coll. « Patrimoines/Judaïsme »  (ISBN 2204043079)
- Avec Abraham Epstein et Émile Sebban, Étincelles. Textes rabbiniques traduits et commentés, éd. Albin Michel, 1970
- L'Exil de la parole. Du silence biblique au silence d'Auschwitz, éd. du Seuil, 1970  (ISBN 2-02-003160-4)
- Jérusalem. Vécu juif et message, éd. du Rocher, Monaco, 1984  (ISBN 2-268-00287-X)
- Faust et le Maharal de Prague : le mythe et le réel, éd. des Presses universitaires de France, 1987  (ISBN 2-13-039777-8)
- L'Identité juive, éd. Payot-poche, 2007  (ISBN 2228902624)
- Regards sur une tradition, éditions Bibliophanes, 1989  (ISBN 2869700105)
- Un maillon dans la chaîne, éd. du Septentrion, 1995, coll. « Racines & modèles »  (ISBN 2-85939-476-1)
- David Gans, 1541-1613 : disciple du Maharal, assistant de Tycho Brahe et de Johannes Kepler, éd. Klincksieck, 2000, coll. « Publications du Centre de recherches et d'études hébraïques de l'université de Strasbourg, Études maharaliennes »  (ISBN 2-252-01723-6)
- Ils ont refait leur âme, éd. Stock, 2001  (ISBN 2234011922)
- Prophètes et prophéties, éd. Payot-poche, 2004  (ISBN 2-228-89834-1), (réédition de "L'essence du prophétisme")
- De l'hébreu au français : Manuel de l'hébraïsant, la traduction., Éditeur	Klincksieck; 1re édition, 2000,  (ISBN 978-2252009840),
- Critique biblique et tradition juive: Suivi de trois textes sur la Bible, préf. Enrico Lucca, Éditions de l'Eclat, 2022,  (ISBN 978-2841625529).

### À propos
- David Banon : Héritages d'André Neher, Éditeur	Editions de l'Eclat, 2011,  (ISBN 978-2841622610).
- Raniero Fontana : André Neher, philosophe de l'Alliance, Éditeur	Albin Michel, 2015,  (ISBN 978-2226258533).
- David Lemler : André Neher, Éditeur	Hermann, 2017,  (ISBN 9782705694463)
- avec Anna Waisman : Cette chose indispensable qui reste invisible et que je sais voir et entendre: Correspondance 1962-1988, 2023, Éditions de l'Eclat;  (ISBN 978-2841626472)

## Citations
- Le risque

« [...] En créant l'homme libre, Dieu a introduit dans l'univers un facteur radical d'incertitude, qu'aucune Sagesse divine ou divinatoire, qu'aucune mathématique, qu'aucune prière même, ne peuvent ni prévoir, ni prévenir, ni intégrer dans un mouvement préétabli : l'homme libre, c'est l'improvisation faite chair et histoire, c'est l'imprévisible absolu, c'est la limite contre laquelle viennent se heurter les forces directrices du plan créateur, sans que nul ne puisse dire par avance si cette limite consentira à se laisser franchir ou si, par la puissance du barrage qu'elle leur oppose, elle n'obligera pas ces forces créatrices à rebrousser chemin mettant en danger, par ce choc en retour, le plan créateur dans son ensemble. »
- Faisons l'homme !

« C'est le grand défi lancé par Dieu à son propre être, qu'Il limite en décidant d'introduire dans la création une créature qui soit libre. »